# Solpugista methueni
Solpugista methueni är en spindeldjursart som först beskrevs av Hewitt 1914.  Solpugista methueni ingår i släktet Solpugista och familjen Solpugidae. Inga underarter finns listade i Catalogue of Life.